# Ehrentafelspange der Deutschen Kriegsmarine
Ehrentafelspange der Deutschen Kriegsmarine var en tysk militär tapperhetsutmärkelse för marinen (Kriegsmarine) som kunde utdelas för modiga handlingar genomförda under strid. 
Utmärkelsen instiftades i februari 1943 och bestod inledningsvis endast av en skriftlig not i en speciell "liggare" eller "rulla" (den så kallade Ehrentafel der Deutschen Kriegsmarine) där dessa utmärkelser officiellt dokumenterades. Namnen på mottagarna tillkännagavs även i den för hela krigsmakten dagligt utgivna så kallade Wehrmachtsbericht. Som tillägg instiftades också ett särskilt utmärkelsetecken den 13 maj 1944 bestående av ett spänne (=spange) i guldfärgad metall som anbringades på det befintliga bandet för järnkorset av andra klassen, vanligtvis i uniformens andra knapphål (se artikel).
Utmärkelsen kunde endast delas ut om mottagaren redan innehade det tyska järnkorset av både andra och första klass (Eisernes Kreuz 2. & 1. klasse). I nivå låg Ehrentafelspange der Deutschen Kriegsmarine mellan järnkorset av första klassen och det tyska korset i guld (Kriegsorden des Deutsches Kreuz in Gold). Det är oklart hur många utmärkelser som delades ut inom marinen. Det är avgjort färre än de andra vapenslagen och marintecken är följaktligen de mest sällsynta av dessa.
Kriegsmarine och Luftwaffe följde arméns exempel avseende denna utmärkelse. Armén, Heer, instiftade denna utmärkelse ursprungligen i juli 1941 kompletterat med instiftan av ett särskilt tecken (Ehrenblattspange des Deutschen Heeres) den 30 januari 1944. Flygvapnet, Luftwaffe, instiftade utmärkelsen tidigt under 1943 kompletterat med ett eget tecken (Ehrenblattspange der Deutschen Luftwaffe) den 5 augusti 1944.